# (1697) Koskenniemi
(1697) Koskenniemi es un asteroide perteneciente al cinturón de asteroides descubierto el 8 de septiembre de 1940 por Heikki A. Alikoski desde el observatorio de Iso-Heikkilä en Turku, Finlandia.
Está nombrado en honor de Veikko Antero Koskenniemi (1885-1962), escritor finés.